# Минц, Александр Исаакович
Алекса́ндр Исаа́кович Минц (псевдоним — Алекса́ндр Ива́нович Афана́сьев; 1940, Соликамск, Пермская область — 30 апреля 1992, Нью-Йорк, Нью-Йорк) — советский и американский артист балета, балетмейстер, хореограф и преподаватель.

## Биография
Родился в заключении матери на Северном Урале, в Соликамске. Еврей. Внук Менделя Глускина. Мать — Эстер Менделевна Глускина, отец — Исаак Ефимович Минц, позже развелись. В начале войны мать с годовалым сыном, у которого был сильный рахит, переехала в Татарстан к родственникам.
Окончил хореографическое училище, после чего уехал на два года работать в Петрозаводск. Позже был принят в Кировский театр.
В 1972 году с матерью эмигрировал из СССР. Поначалу преподавал в балетной труппе миланской оперы. Затем переехал в США и в 1974 году работал в Американском балетном театре (АБТ). Уходил из АБТ и снова возвращался. В 1983 году снялся в фильме-балете «Одержимый».
Последние годы преподавал в Италии, где ему должны были сделать операцию на сердце — заменить клапан. Из воспоминаний театрального критика Нины Аловерт:

Перед операцией в 1992 году он приехал в Нью-Йорк и последний вечер провел в «Русском самоваре», куда пришли его друзья, в основном американцы. Танцевал, даже немного пил. Дальнейшее известно со слов итальянского танцовщика Энрико, который сопровождал его в поездке. Услышав, что Саша вернулся домой, Энрико зашёл к нему в комнату — Минц ходил по комнате, прижимая руки к сердцу. «Болит, — сказал он, — но ничего, ничего». Когда Энрико опять заглянул к нему, Саша стоял на коленях на полу, изо рта хлестала кровь. Как потом объясняли, разорвалась аорта…— Нина Аловерт. Александр Минц — золотое сердце
Похоронен на еврейском кладбище в Нью-Йорке недалеко от могилы матери.
Стал одним из главных организаторов побега из СССР и иммиграции в США своего давнего знакомого Михаила Барышникова. Выступал в роли Дроссельмейера в балете «Щелкунчик» Петра Чайковского, который Барышников поставил специально для него в Американском театре балета и в котором сам исполнял заглавную партию.